# 愛知県道433号和市清崎線
愛知県道433号和市清崎線（あいちけんどう433ごう わいちきよさきせん）は、愛知県北設楽郡設楽町内を通る一般県道である。

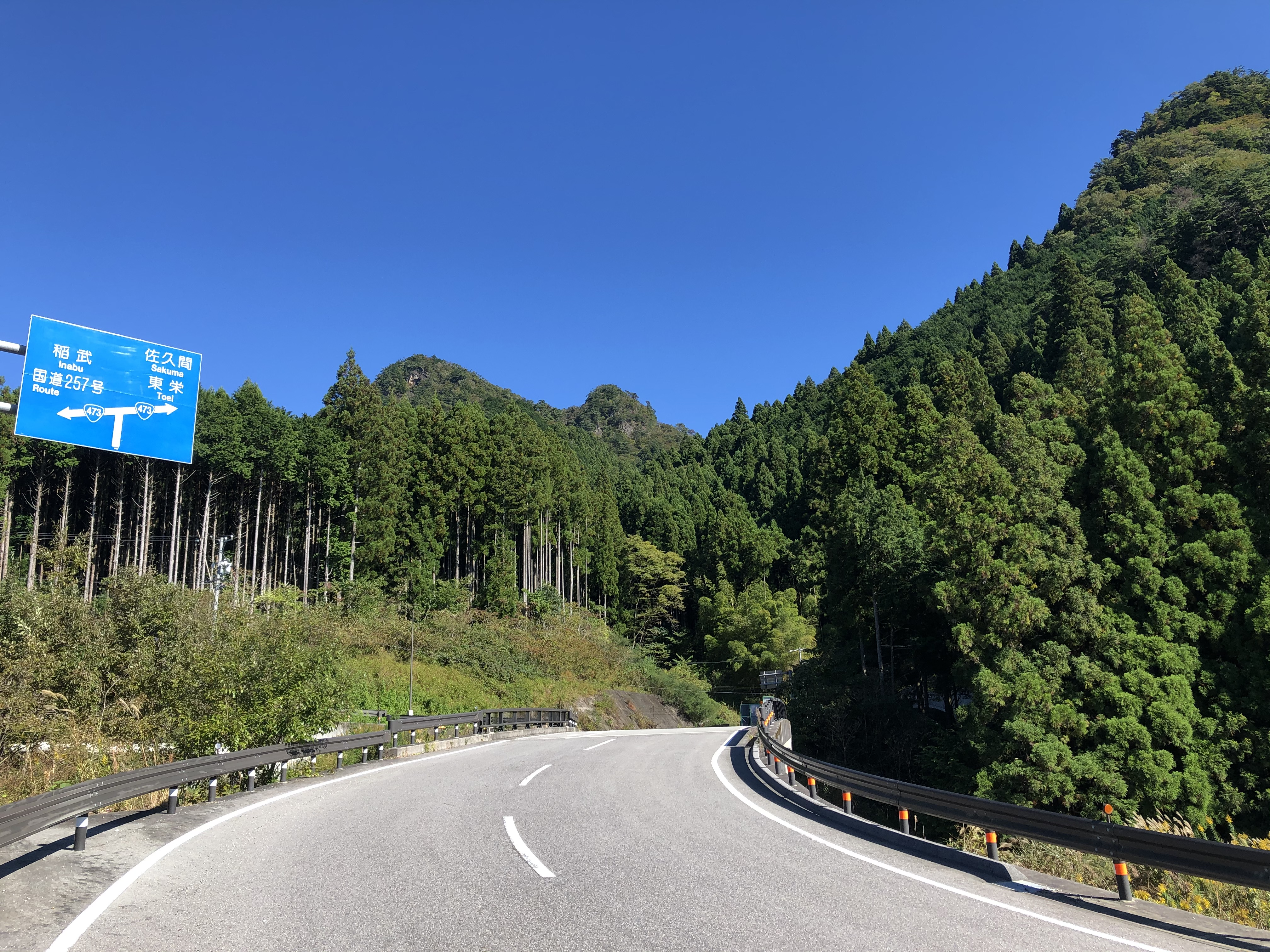
起点の和市の近く。

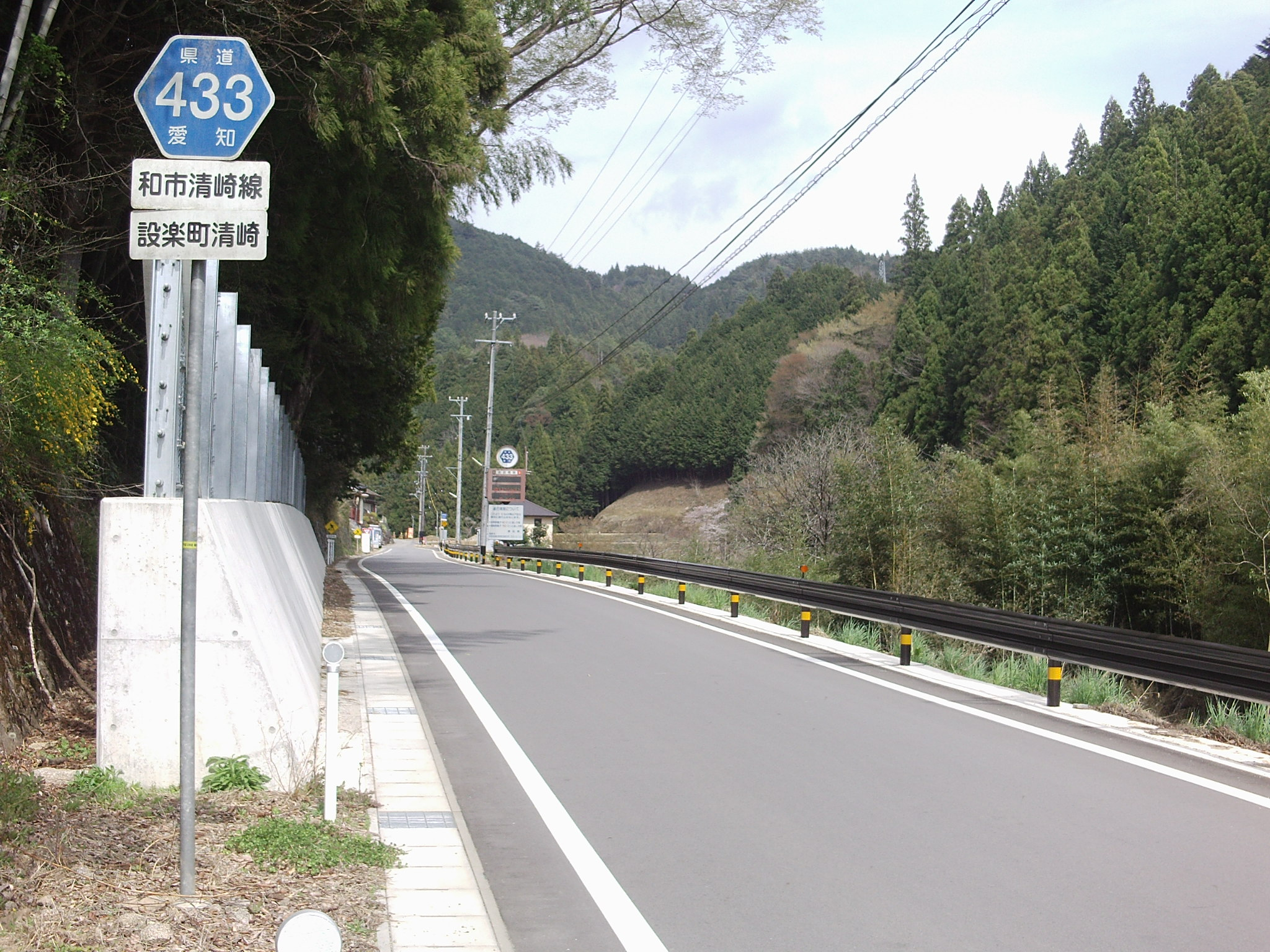
清崎（終点側）。以前は狭かったが拡幅工事が進んで広くなった場所。

起点付近は2車線となっているが、しばらく行くと幅員が減少し、野々瀬川に沿って山間部を抜け、清崎の集落に出る。途中には老人福祉施設や温泉（塩津温泉）がある。

## 概要

### 路線データ
- 起点：愛知県北設楽郡設楽町和市
- 終点：愛知県北設楽郡設楽町清崎

## 沿革
- 1972年9月16日 認定

## 接続する道路
- 国道473号（設楽町和市）
- 国道257号・国道473号（設楽町清崎）

## 周辺
- 野々瀬川
- 塩津温泉
- 設楽町立清嶺小学校